# Lamar Hunt U.S. Open Cup 2025
La U.S. Open Cup 2025 es la edición número 110 de la U.S. Open Cup, una competición a eliminación directa en el fútbol estadounidense organizada por la Federación de Fútbol de los Estados Unidos. Esta edición se disputa desde el 18 de marzo hasta el 1 de octubre de 2025.
Esta edición contó con 96 clubes.  Los Angeles F.C. son los campeones, quienes no podrán defender su título.
La Major League Soccer enviará 16 equipos que participarán en los dieciseisavos de final; los equipos que jueguen en la Copa de Campeones de la Concacaf 2025 están excluidos de la competencia. En su lugar, ocho equipos de reserva afiliados a MLS Next Pro y dos equipos independientes participarán a partir de la primera ronda. La MLS envió previamente ocho equipos a la edición 2024 de la US Open Cup y diez equipos de MLS Next Pro después de haber intentado retirar a todos sus equipos mayores de la competencia y haber sido reprendida por US Soccer. El USL Championship enviará a sus 24 equipos, con los dieciséis equipos mejor clasificados participando en la Tercera Ronda y los ocho equipos con menor clasificación participando en la primera ronda junto con los 14 equipos de la USL League One. Los 32 equipos amateur participarán en la primera ronda.
De los 27 clubes estadounidenses en la MLS, 24 participarán en la US Open Cup directamente o estarán representados por su plantilla MLS Next Pro. Los 16 participantes directos fueron determinados por su no clasificación para otras competiciones o su ubicación en la clasificación del Supporters' Shield de 2024. Atlanta United, Colorado Rapids y el equipo de expansión San Diego FC no tendrán ninguna representación de su club en la US Open Cup de 2025. Los campeones defensores Los Angeles FC estarán entre los equipos representados por su filial MLS Next Pro en lugar del primer equipo. La mitad de los participantes de la MLS en la Cuarta Ronda serán anfitriones de sus partidos, mientras que el resto jugará como visitante. Los equipos MLS Next Pro podrán alinear jugadores de la plantilla suplementaria de su equipo senior de la MLS a través de préstamos. US Soccer también adoptó nuevas reglas para la competencia que restringen el uso de sedes alternativas y tienen sorteos aleatorios para la sede a partir de los octavos de final.

## Calendario
| Ronda            | Fecha de sorteo     | Fechas de partidos                  | Equipos que entran | Total de equipos |
| ---------------- | ------------------- | ----------------------------------- | --- | ---------------- |
| Primera ronda    | 5 de febrero        | 18–21 de marzo                      | 14 equipos de la Clasificación local amateur Campeón de la Copa Nacional Aficionada Campeón de la UPSL 7 equipos de la NPSL 9 equipos de la USL League Two 14 equipos de la USL League One 10 equipos de la MLS Next Pro 8 equipos del USL Championship | 64               |
| Segunda ronda    | 21 de marzo         | 1–2 de abril                        | 32 ganadores de la primera ronda | 64               |
| Tercera ronda    | 3 de abril          | 15–16 de abril                      | 16 ganadores de la segunda ronda 16 equipos del USL Championship | 80               |
| Cuarta ronda     | 17 de abril         | 6–7 de mayo                         | 16 ganadores de la tercera ronda 16 equipos de la Major League Soccer | 96               |
| Octavos de final | 17 de abril         | 20–21 de mayo                       | 16 ganadores de la cuarta ronda | 96               |
| Cuartos de final |                     | 8–9 de julio                        | 8 ganadores de los octavos de final | 96               |
| Semifinales      | 16-17 de septiembre | 4 ganadores de los cuartos de final | | 96               |
| Final            |                     | 1 de octubre                        | 2 ganadores de las semifinales | 96               |

## Equipos participantes

### Tabla
| Entrantes en Primera ronda | Entrantes en Primera ronda | Entrantes en Primera ronda | Entrantes en Primera ronda | Entrantes en Tercera Ronda | Entrantes en Cuarta ronda |
| Open Division | Open Division | Division III | Division II | Division II | Division I |
| USASA/USSSA 16 equipos | NPSL/USL2 16 equipos | MLS Next Pro/USL1 24 equipos | USL Championship 24 equipos | USL Championship 24 equipos | MLS 16 equipos |
| National Amateur Cup - New York Pancyprian-Freedoms (EPSL) UPSL Spring Champions - Soda City FC Local Qualifiers - CD Faialense (BSSL) - Foro SC (UPSL) - Harbor City (UPSL) - Harpos FC (CPL) - International San Francisco (SFSFL) - Laguna United FC (UPSL) - Miami United FC (UPSL) - New Jersey Alliance FC (UPSL) - NY Renegades FC (UPSL) - Southern Indiana FC (UPSL) - Tulsa Athletic (UPSL) - Virginia Dream FC (VSSL) - West Chester United SC (USLPA) - Washington Athletic Club (SRATS) | NPSL - Appalachian FC - Duluth FC - El Farolito SC - FC Arizona - FC Motown - Naples United FC - New York Shockers USL2 - Asheville City SC - Ballard FC - Corpus Christi FC - Des Moines Menace - Flatirons FC - Little Rock Rangers - Long Island Rough Riders - Sarasota Paradise - Ventura County Fusion | MLS Next Pro - Carolina Core FC - Chattanooga FC - Columbus Crew 2 - FC Cincinnati 2 - Los Angeles FC 2 - Inter Miami II - Real Monarchs - Sporting Kansas City II - Tacoma Defiance - Ventura County FC USL1 - AV Alta FC - Charlotte Independence - Chattanooga Red Wolves SC - FC Naples - Forward Madison FC - Greenville Triumph SC - One Knoxville SC - Portland Hearts of Pine - Richmond Kickers - South Georgia Tormenta FC - Spokane Velocity - Texoma FC - Union Omaha - Westchester SC | - Birmingham Legion FC - El Paso Locomotive FC - Hartford Athletic - Lexington SC - Loudoun United FC - Miami FC - Monterey Bay FC - FC Tulsa | - Charleston Battery - Colorado Springs Switchbacks FC - Detroit City FC - Indy Eleven - Las Vegas Lights FC - Louisville City FC - New Mexico United - North Carolina FC - Oakland Roots SC - Orange County SC - Phoenix Rising FC - Pittsburgh Riverhounds SC - Rhode Island FC - Sacramento Republic FC - San Antonio FC - Tampa Bay Rowdies | - Austin FC - Charlotte FC - Chicago Fire - D.C. United - FC Dallas - Houston Dynamo - Minnesota United - Nashville SC - New England Revolution - New York City - New York Red Bulls - Orlando City SC - Philadelphia Union - Portland Timbers - San Jose Earthquakes - St. Louis City SC |

### Premios
| Logro                               | Premio   |
| ----------------------------------- | -------- |
| $: Avance de ronda (según división) | $25 000  |
| $$: Subcampeón                      | $100 000 |
| $$$: Campeón                        | $300 000 |

## Primera ronda
En esta ronda ingresaron un total de 64 equipos de la categorías amateurs USASA, USSSA, NPSL, USL2, USL1, MLS Next Pro y 8 equipos de la USL Championship. El sorteo completo de la Primera Ronda, incluyendo la fecha y los horarios se anunció el 6 de febrero. Los partidos se jugaron entre el 18 y 21 de marzo de 2025.
| Equipo 1                  | Resultado    | Equipo 2                     |
| ------------------------- | ------------ | ---------------------------- |
| Columbus Crew 2           | 4–1          | NY Renegades FC              |
| Lexington SC              | 5–0          | Southern Indiana FC          |
| South Georgia Tormenta FC | 3–0          | Harbor City FC               |
| Texoma FC                 | 1–2          | Foro SC                      |
| Inter Miami II            | 4–2          | Miami United FC              |
| Miami FC                  | 4–1          | Naples United                |
| Long Island Rough Riders  | 2–3          | Charlotte Independence       |
| Carolina Core FC          | 4–2          | Soda City                    |
| Monterey Bay FC           | 4–0          | International San Francisco  |
| Real Monarchs             | 1–3          | El Farolito SC               |
| AV Alta FC                | 3–1          | Ventura County Fusion        |
| Los Angeles FC 2          | 7–1          | FC Arizona                   |
| West Chester United SC    | 2–3          | Loudoun United FC            |
| Richmond Kickers          | 1-3          | Virginia Dream FC            |
| Portland Hearts of Pine   | 4–0          | CD Faialense                 |
| Hartford Athletic         | 3–0          | New York Shockers            |
| FC Motown                 | 0–1          | Westchester SC               |
| FC Cincinnati 2           | 0–0 (4–5 p.) | New York Pancyprian-Freedoms |
| Chattanooga FC            | 1–0          | Corpus Christi FC            |
| New Jersey Alliance FC    | 2–2 (2–4 p.) | Chattanooga Red Wolves SC    |
| Asheville City SC         | 0–0 (3–4 p.) | Greenville Triumph SC        |
| Appalachian FC            | 0–3          | One Knoxville SC             |
| Sarasota Paradise         | 1–2          | FC Naples                    |
| Little Rock Rangers       | 1–0          | Birmingham Legion FC         |
| Forward Madison FC        | 5–1          | Duluth FC                    |
| Tulsa Athletic            | 0–1          | FC Tulsa                     |
| Sporting Kansas City II   | 1–2          | Des Moines Menace            |
| Flatirons FC              | 1–2          | Union Omaha                  |
| Tacoma Defiance           | 3–1          | Washington Athletic Club     |
| Ballard FC                | 0–1          | Spokane Velocity FC          |
| Ventura County FC         | 7–0          | Laguna United FC             |
| El Paso Locomotive FC     | 5–1          | Harpos FC                    |

## Segunda ronda
En esta ronda participaron los 32 ganadores de la primera ronda. El sorteo completo incluidas las fechas y horarios fue anunciado el 5 de marzo el mismo día que los de la Primera Ronda. Los partidos se jugaron entre el 1 y 2 de abril de 2025.
| Equipo 1                  | Resultado    | Equipo 2                     |
| ------------------------- | ------------ | ---------------------------- |
| Columbus Crew 2           | 3–0          | Lexington SC                 |
| South Georgia Tormenta FC | 3–2          | Foro SC                      |
| Inter Miami II            | 0–1          | Miami FC                     |
| Charlotte Independence    | 2–1          | Carolina Core FC             |
| Monterey Bay FC           | 1–2          | El Farolito SC               |
| AV Alta FC                | 2–1          | Los Angeles FC 2             |
| Loudoun United FC         | 4–2          | Virginia Dream FC            |
| Portland Hearts of Pine   | 1–1 (4–2 p.) | Hartford Athletic            |
| Westchester SC            | 3–2          | New York Pancyprian-Freedoms |
| Chattanooga FC            | 1–1 (3–4 p.) | Chattanooga Red Wolves SC    |
| Greenville Triumph SC     | 1–3          | One Knoxville SC             |
| FC Naples                 | 3–0          | Little Rock Rangers          |
| Forward Madison FC        | 1–3          | FC Tulsa                     |
| Des Moines Menace         | 1–2          | Union Omaha                  |
| Tacoma Defiance           | 2–1          | Spokane Velocity FC          |
| Ventura County FC         | 0–3          | El Paso Locomotive FC        |

## Tercera ronda
En esta ronda participaron un total de 32 equipos, los 16 ganadores de la segunda ronda y los 16 equipos restantes de la USL Championship. El sorteo completo incluidas las fechas y horarios fue anunciado el 3 de abril. Los partidos se jugaron entre el 15 y 16 de abril de 2025.

#### Llaves
| Equipo 1                        | Resultado    | Equipo 2                  |
| ------------------------------- | ------------ | ------------------------- |
| Columbus Crew 2                 | 0–1          | Pittsburgh Riverhounds SC |
| Charleston Battery              | 4–0          | South Georgia Tormenta FC |
| Indy Eleven                     | 1–0          | Miami FC                  |
| Charlotte Independence          | 1–3          | North Carolina FC         |
| Sacramento Republic FC          | 1–0          | El Farolito SC            |
| AV Alta FC                      | 2–2 (4–2 p.) | Orange County SC          |
| Louisville City FC              | 2–1          | Loudoun United FC         |
| Portland Hearts of Pine         | 1–2          | Rhode Island FC           |
| Detroit City FC                 | 3–1          | Westchester SC            |
| Las Vegas Lights FC             | 2–2 (3–4 p.) | Chattanooga Red Wolves SC |
| Colorado Springs Switchbacks FC | 3–2          | One Knoxville SC          |
| FC Naples                       | 1–1 (8–9 p.) | Tampa Bay Rowdies         |
| FC Tulsa                        | 1–1 (2–4 p.) | Phoenix Rising FC         |
| Union Omaha                     | 1–0          | San Antonio FC            |
| Tacoma Defiance                 | 2–1          | Oakland Roots SC          |
| New Mexico United               | 2–2 (1–4 p.) | El Paso Locomotive FC     |

## Cuarta ronda
En esta ronda participaron un total de 32 equipos, 16 ganadores de la tercera ronda y los 16 equipos de la Major League Soccer. El sorteo para la cuarta ronda y los octavos de final se realizó en vivo por CBS Sports Golazo Network el 17 de abril de 2025, realizado por la presentadora de CBS Sports Golazo Network, Aly Trost Martin, y el comisionado de la Copa Abierta de Estados Unidos, David Applegate. Los equipos se dividieron en ocho grupos geográficos amplios nombrados en honor a los ocho jugadores de la selección nacional masculina de Estados Unidos con más partidos internacionales que también habían ganado una Copa Abierta de Estados Unidos: Cobi Jones, Landon Donovan, Clint Dempsey, Jeff Agoos, DaMarcus Beasley, Carlos Bocanegra, Paul Caligiuri y Kasey Keller. Los ganadores del mini-bracket de cuatro equipos avanzarán a los cuartos de final. El orden en que se sortearon los equipos para los Dieciseisavos de Final determinó el orden de prioridad para la ventaja de local en los octavos de final.
Los partidos se jugarán entre el 6 y 7 de mayo de 2025.

### Grupos
| División Jones                                                      | División Donovan                                                          | División Dempsey                                               | División Agoos                                                        | División Beasley                                                  | División Bocanegra                                                  | División Caligiuri                                                   | División Keller                                                              |
| ------------------------------------------------------------------- | ------------------------------------------------------------------------- | -------------------------------------------------------------- | --------------------------------------------------------------------- | ----------------------------------------------------------------- | ------------------------------------------------------------------- | -------------------------------------------------------------------- | ---------------------------------------------------------------------------- |
| Chicago Fire Detroit City FC New England Revolution Rhode Island FC | Indy Eleven New York City FC Philadelphia Union Pittsburgh Riverhounds SC | Charleston Battery Charlotte FC D. C. United North Carolina FC | Chattanooga Red Wolves SC Nashville SC Orlando City Tampa Bay Rowdies | Louisville City FC Minnesota United St. Louis City SC Union Omaha | Austin FC El Paso Locomotive FC Houston Dynamo FC Phoenix Rising FC | AV Alta FC Colorado Springs Switchbacks FC Dallas New York Red Bulls | Portland Timbers Sacramento Republic FC San Jose Earthquakes Tacoma Defiance |

### Llaves
| Equipo 1                        | Resultado    | Equipo 2                  |
| ------------------------------- | ------------ | ------------------------- |
| Rhode Island FC                 | 1–2          | New England Revolution    |
| Chicago Fire                    | 4–0          | Detroit City FC           |
| Pittsburgh Riverhounds SC       | 1–0          | New York City FC          |
| Philadelphia Union              | 1–1 (5-4 p.) | Indy Eleven               |
| North Carolina FC               | 1–4          | Charlotte FC              |
| D. C. United                    | 2–0          | Charleston Battery        |
| Tampa Bay Rowdies               | 0–5          | Orlando City SC           |
| Nashville SC                    | 1–0          | Chattanooga Red Wolves SC |
| Louisville City FC              | 0–1          | Minnesota United FC       |
| St. Louis City SC               | 2–0          | Union Omaha               |
| Phoenix Rising FC               | 1–4          | Houston Dynamo            |
| Austin FC                       | 3–2          | El Paso Locomotive FC     |
| Colorado Springs Switchbacks FC | 1–4          | New York Red Bulls        |
| FC Dallas                       | 3–1          | AV Alta FC                |
| Tacoma Defiance                 | 2–3          | Portland Timbers          |
| San Jose Earthquakes            | 2–1          | Sacramento Republic FC    |

## Fase final

### Cuadro de desarrollo
|  | Octavos de final       | Octavos de final   |                      |       | Cuartos de final               | Cuartos de final               |  |  | Semifinales           | Semifinales           |  |  | Final        | Final        |
|  | 20 y 21 de mayo        | 20 y 21 de mayo    |                      |       | 8 al 9 de julio y 13 de agosto | 8 al 9 de julio y 13 de agosto |  |  | 16 y 17 de septiembre | 16 y 17 de septiembre |  |  | 1 de octubre | 1 de octubre |
|  |                        |                    |                      |       |                                |                                |  |  |                       |                       |  |  |              |              |
|  |                        |                    |                      |       |                                |                                |  |  |                       |                       |  |  |              |              |
|  |                        |                    |                      |       |                                |                                |  |  |                       |                       |  |  |              |              |
|  | Philadelphia Union     | 4                  |                      |       |                                |                                |  |  |                       |                       |  |  |              |              |
|  | Philadelphia Union     | 4                  |                      |       |                                |                                |  |  |                       |                       |  |  |              |              |
|  | Pittsburg Riverhounds  | 1                  |                      |       |                                |                                |  |  |                       |                       |  |  |              |              |
|  | Pittsburg Riverhounds  | 1                  | Philadelphia Union   | 3     |                                |                                |  |  |                       |                       |  |  |              |              |
|  |                        |                    |                      | 3     |                                |                                |  |  |                       |                       |  |  |              |              |
|  |                        | New York Red Bulls | 2                    |       |                                |                                |  |  |                       |                       |  |  |              |              |
|  | New York Red Bulls     | New York Red Bulls | 2                    | 2 (4) |                                |                                |  |  |                       |                       |  |  |              |              |
|  | New York Red Bulls     |                    |                      | 2 (4) |                                |                                |  |  |                       |                       |  |  |              |              |
|  | FC Dallas              | 2 (3)              |                      |       |                                |                                |  |  |                       |                       |  |  |              |              |
|  | FC Dallas              | 2 (3)              | Philadelphia Union   |       |                                |                                |  |  |                       |                       |  |  |              |              |
|  |                        |                    |                      |       |                                |                                |  |  |                       |                       |  |  |              |              |
|  |                        | Nashville SC       |                      |       |                                |                                |  |  |                       |                       |  |  |              |              |
|  | Orlando City           | 2                  |                      |       |                                |                                |  |  |                       |                       |  |  |              |              |
|  | Orlando City           | 2                  |                      |       |                                |                                |  |  |                       |                       |  |  |              |              |
|  | Nashville SC           | 3                  |                      |       |                                |                                |  |  |                       |                       |  |  |              |              |
|  | Nashville SC           | 3                  | Nashville SC         | 5     |                                |                                |  |  |                       |                       |  |  |              |              |
|  |                        |                    |                      | 5     |                                |                                |  |  |                       |                       |  |  |              |              |
|  |                        | D.C. United        | 2                    |       |                                |                                |  |  |                       |                       |  |  |              |              |
|  | D.C. United            | D.C. United        | 2                    | 3 (2) |                                |                                |  |  |                       |                       |  |  |              |              |
|  | D.C. United            |                    |                      | 3 (2) |                                |                                |  |  |                       |                       |  |  |              |              |
|  | Charlotte FC           | 3 (1)              |                      |       |                                |                                |  |  |                       |                       |  |  |              |              |
|  | Charlotte FC           | 3 (1)              | Bandera de ?         |       |                                |                                |  |  |                       |                       |  |  |              |              |
|  |                        |                    |                      |       |                                |                                |  |  |                       |                       |  |  |              |              |
|  |                        | Bandera de ?       |                      |       |                                |                                |  |  |                       |                       |  |  |              |              |
|  | Minnesota United       | 3                  |                      |       |                                |                                |  |  |                       |                       |  |  |              |              |
|  | Minnesota United       | 3                  |                      |       |                                |                                |  |  |                       |                       |  |  |              |              |
|  | St. Louis City         | 2                  |                      |       |                                |                                |  |  |                       |                       |  |  |              |              |
|  | St. Louis City         | 2                  | Minnesota United     | 3     |                                |                                |  |  |                       |                       |  |  |              |              |
|  |                        |                    |                      | 3     |                                |                                |  |  |                       |                       |  |  |              |              |
|  |                        | Chicago Fire       | 1                    |       |                                |                                |  |  |                       |                       |  |  |              |              |
|  | New England Revolution | Chicago Fire       | 1                    | 1     |                                |                                |  |  |                       |                       |  |  |              |              |
|  | New England Revolution |                    |                      | 1     |                                |                                |  |  |                       |                       |  |  |              |              |
|  | Chicago Fire           | 3                  |                      |       |                                |                                |  |  |                       |                       |  |  |              |              |
|  | Chicago Fire           | 3                  | Minnesota United     |       |                                |                                |  |  |                       |                       |  |  |              |              |
|  |                        |                    |                      |       |                                |                                |  |  |                       |                       |  |  |              |              |
|  |                        | Austin FC          |                      |       |                                |                                |  |  |                       |                       |  |  |              |              |
|  | San Jose Earthquakes   | 1                  |                      |       |                                |                                |  |  |                       |                       |  |  |              |              |
|  | San Jose Earthquakes   | 1                  |                      |       |                                |                                |  |  |                       |                       |  |  |              |              |
|  | Portland Timbers       | 0                  |                      |       |                                |                                |  |  |                       |                       |  |  |              |              |
|  | Portland Timbers       | 0                  | San Jose Earthquakes | 2 (2) |                                |                                |  |  |                       |                       |  |  |              |              |
|  |                        |                    |                      | 2 (2) |                                |                                |  |  |                       |                       |  |  |              |              |
|  |                        | Austin FC          | 2 (4)                |       |                                |                                |  |  |                       |                       |  |  |              |              |
|  | Austin FC              | Austin FC          | 2 (4)                | 3     |                                |                                |  |  |                       |                       |  |  |              |              |
|  | Austin FC              |                    |                      | 3     |                                |                                |  |  |                       |                       |  |  |              |              |
|  | Houston Dynamo         | 1                  |                      |       |                                |                                |  |  |                       |                       |  |  |              |              |
|  | Houston Dynamo         | 1                  |                      |       |                                |                                |  |  |                       |                       |  |  |              |              |

### Octavos de final
En esta ronda participaron un total de 16 equipos, todos ganadores de la cuarta ronda. Los partidos se jugaron el 20 y 21 de mayo de 2025.
| 20 de mayo | New England Revolution | 1 – 3 | Chicago Fire                                 | Chapey Field at Anderson Stadium, Providence         |                                                      |
| 19:30 EDT  | J. Reynolds 89' (a.g.) |       | - Klein 38' - Cuypers 69' - Zinckernagel 79' | Asistencia: 2000 espectadores Árbitro(s): Greg Dopka | Asistencia: 2000 espectadores Árbitro(s): Greg Dopka |

| 20 de mayo | San Jose Earthquakes | 1 – 0 (t. s.) | Portland Timbers | PayPal Park, San José    |                          |
| 19:30 PDT  | Skahan 116'          |               |                  | Árbitro(s): Ramy Touchan | Árbitro(s): Ramy Touchan |

| 21 de mayo | New York Red Bulls                                    | 2 – 2 (t. s.)(4 – 3 p.)    | FC Dallas                                            | Sports Illustrated Stadium, Harrison                     |                                                          |
| 19:30 EDT  | - Sofo 62' - Forsberg 90+3'                           |                            | - Kamungo 28' - L. Acosta 77'                        | Asistencia: 3749 espectadores Árbitro(s): Alyssa Nichols | Asistencia: 3749 espectadores Árbitro(s): Alyssa Nichols |
|            |                                                       | Tiros desde el punto penal |                                                      |                                                          |                                                          |
|            | - Choupo-Moting - Eile - Carmona - Edelman - Forsberg |                            | - L. Acosta - Moore - Farrington - Farfan - Pedrinho |                                                          |                                                          |

| 21 de mayo | D. C. United                                         | 3 – 3 (t. s.)(2 – 1 p.)    | Charlotte FC                                 | Audi Field, Washington D. C.                                |                                                             |
| 19:30 EDT  | - Schnegg 17' - Tubbs 86' - Hopkins 104'             |                            | - Agyemang 58' - Tuiloma 61' - Smalls 95'    | Asistencia: 5179 espectadores Árbitro(s): Sergii Demianchuk | Asistencia: 5179 espectadores Árbitro(s): Sergii Demianchuk |
|            |                                                      | Tiros desde el punto penal |                                              |                                                             |                                                             |
|            | - A. Herrera - Hopkins - Stroud - Fletcher - Peltola |                            | - Malanda - Biel - Bronico - Tavares - Abada |                                                             |                                                             |

| 21 de mayo | Minnesota United                  | 3 – 2 | St. Louis City SC         | Allianz Field, Saint Paul                                |                                                          |
| 18:30 CDT  | - Yeboah 10' - Markanich 85', 88' |       | - Hartel 55' - Klauss 65' | Asistencia: 3325 espectadores Árbitro(s): Brandon Stevis | Asistencia: 3325 espectadores Árbitro(s): Brandon Stevis |

| 21 de mayo | Orlando City SC             | 2 – 3 | Nashville SC                                  | Inter&Co Stadium, Orlando      |                                |
| 19:30 EDT  | - Pašalić 17' - Enrique 58' |       | - Schlegel 23' (a.g.) - Qasem 40' - Meyer 79' | Árbitro(s): Joshua Encarnación | Árbitro(s): Joshua Encarnación |

| 21 de mayo | Philadelphia Union                                                   | 4 – 1 | Pittsburgh Riverhounds SC | Subaru Park, Chester                                    |                                                         |
| 19:30 EDT  | - Damiani 14' (pen.) - Vassilev 45+1' - Jean Jacques 54' - Lukić 86' |       | J. Garcia 63'             | Asistencia: 6604 espectadores Árbitro(s): Natalie Simon | Asistencia: 6604 espectadores Árbitro(s): Natalie Simon |

| 21 de mayo | Austin FC                                | 3 – 1 | Houston Dynamo | Q2 Stadium, Austin                                       |                                                          |
| 20:00 CDT  | - B. Vazquez 29' - Bukari 56' - Ilie 60' |       | E. Ponce 70'   | Asistencia: 18 532 espectadores Árbitro(s): Timothy Ford | Asistencia: 18 532 espectadores Árbitro(s): Timothy Ford |

### Cuartos de final
En esta ronda participaron un total de 8 equipos, todos ganadores de los octavos de final. Los partidos se jugaron entre el 8 de julio y el 13 de agosto de 2025.
| 13 de agosto                                           | Philadelphia Union                       | 3 – 2 | New York Red Bulls               | Subaru Park, Chester           |                                |
| 19:00 EDT                                              | - Baribo 13' - Iloski 74' - Makhanya 89' |       | - Carmona 8' - Choupo-Moting 71' | Árbitro(s): Joshua Encarnación | Árbitro(s): Joshua Encarnación |
| Partido pospuesto del 9 de julio debido al mal tiempo. |                                          |       |                                  |                                |                                |

| 9 de julio | Nashville SC                                                       | 5 – 2 | D. C. United                   | Geodis Park, Nashville                                 |                                                        |
| 20:00 CDT  | - Pérez 25' - Surridge 53' (pen.), 72' - Najar 81' - Zimmerman 87' |       | - Pirani 5' - Maher 24' (a.g.) | Asistencia: 21 328 espectadores Árbitro(s): Greg Dopka | Asistencia: 21 328 espectadores Árbitro(s): Greg Dopka |

| 8 de julio | Minnesota United                  | 3 – 1 (t. s.) | Chicago Fire         | Allianz Field, Saint Paul                                |                                                          |
| 19:00 CDT  | Lod 48' · Yeboah 95', 120' (pen.) |               | Gutiérrez 28' (pen.) | Asistencia: 9814 espectadores Árbitro(s): Katja Koroleva | Asistencia: 9814 espectadores Árbitro(s): Katja Koroleva |

| 8 de julio | San Jose Earthquakes                 | 2 – 2 (t. s.)(2 – 4 p.)    | Austin FC                                | PayPal Park, San José                                      |                                                            |
| 19:30 PDT  | - Arango 12' - Kikanović 99'         |                            | - Vazquez 65' (pen.) - Uzuni 115' (pen.) | Asistencia: 10 754 espectadores Árbitro(s): Brandon Stevis | Asistencia: 10 754 espectadores Árbitro(s): Brandon Stevis |
|            |                                      | Tiros desde el punto penal |                                          |                                                            |                                                            |
|            | - Arango - Martínez - Jones - Harkes |                            | - Rubio - Uzuni - Taylor - Wolff         |                                                            |                                                            |

### Semifinales
En esta ronda participarán un total de 4 equipos, todos ganadores de los cuartos de final. Los partidos se jugarán el 16 y 17 de septiembre de 2025.
| 16 de septiembre | Nashville SC | vs. | Philadelphia Union | Geodis Park, Nashville |  |
| 19:00 EDT        |              |     |                    |                        |  |

| 17 de septiembre | Minnesota United | vs. | Austin FC | Allianz Field, Saint Paul |  |
| 19:30 CDT        |                  |     |           |                           |  |

## Derechos de transmisión
TNT Sports tiene los derechos para transmitir la U.S. Open Cup de 2023 a 2030, como parte de un acuerdo de derechos de medios más amplio con la Federación de Fútbol de los Estados Unidos. El canal de YouTube de US Soccer transmitirá todos los partidos de las dos primeras rondas. El 26 de marzo de 2025, CBS Sports anunció un acuerdo para transmitir en exclusiva todos los partidos a partir de la tercera ronda. Todos los partidos se transmitirán por Paramount+, con partidos seleccionados en CBS Sports Golazo Network y CBS Sports Network.